# Нечаев, Евгений Геннадьевич
Евге́ний Геннадьевич Неча́ев (29 октября 1967, Свердловск — 11 июня 2015, Екатеринбург) — советский хоккеист на траве (защитник), участник Олимпийских игр. Мастер спорта СССР международного класса.

## Карьера
Выступал за свердловский клуб СКА / Динамо, является его лучшим бомбардиром (156 мячей). Чемпион России 1998 года. В составе сборной РСФСР был 4-м на летней Спартакиаде народов СССР 1986 года.
На Олимпиаде в Сеуле в составе сборной СССР занял 7-е место. На следующих Играх Нечаев, будучи игроком Объединённой команды, стал 10-м.
Выступал за сборную России.
Похоронен на Нижнеисетском кладбище Екатеринбурга.